# Schinus longifolia
Schinus longifolia är en sumakväxtart som först beskrevs av John Lindley, och fick sitt nu gällande namn av Carlos Luis Spegazzini. Schinus longifolia ingår i släktet Schinus och familjen sumakväxter. Utöver nominatformen finns också underarten S. l. paraguariensis.